# Chico Trujillo
Chico Trujillo ist eine chilenische Band und wird der Nueva Cumbia Chilena („Neue chilenische Cumbia“) zugeordnet. Die Band wurde 1999 in Chile in der Nähe von Valparaíso gegründet. Chico Trujillo bedeutet „Kleiner Gangster“. Sie ging aus der Ska-Punk-Band LaFloripondio hervor und war ursprünglich gitarrenbetont. Doch nachdem eine Bläsersektion hinzukam änderte sich die Stilrichtung hin zum Cumbia. Die Band spielt außerhalb Lateinamerikas auch in den USA und Europa.

## Diskografie

### Alben
- 2001: Chico Trujillo y la Señora Imaginación (in Deutschland als ¡Arriba las Nalgasss! erschienen)
- 2003: Fiesta de Reyes (En Vivo)
- 2006: Cumbia Chilombiana
- 2009: Plato único bailable
- 2010: Chico de oro
- 2010: Vivito y coleando (En Vivo)
- 2012: Gran Pecador
- 2015: Reina De Todas las Fiestas
- 2019: Mambo Mundial

### Singles
- 2001: Maria ria
- 2001: Y si no fuera
- 2006: El conductor
- 2006: Medallita
- 2006: La escoba
- 2008: Lanzaplatos!
- 2008: Loca
- 2009: Sin Excusas
- 2009: Gran Pecador
- 2009: Chico de Oro
- 2015: Los nervios que te di